# Élection présidentielle sud-africaine de 1989
L'élection présidentielle sud-africaine de 1989 a consacré l'élection de Frederik de Klerk à la présidence de l’État de la république d'Afrique du Sud.
Depuis 1984 et l'entrée en vigueur de la constitution sud-africaine de 1983, le président de l’État est à la fois chef d'État, chef de gouvernement mais aussi, dans la tradition du système de Westminster, le chef du plus important parti représenté à la chambre de l'assemblée du parlement. Il est élu par un collège électoral composé de membres du parti majoritaire dans chacune des chambres du parlement tricaméral à la suite de chaque renouvellement législatif. 
L'élection présidentielle de 1989 est la première à se dérouler à la suite de l'élection générale simultanée des trois chambres du parlement tricaméral. En fonction des partis politiques dominant dans chacune de ces trois chambres du nouveau parlement, le collège électoral a été composé de 50 élus du Parti national issus de la Chambre de l'assemblée (chambre des Blancs), de 25 élus du Parti travailliste issus de la Chambre des représentants (chambre des Coloureds) et de 13 élus du Parti Solidarity, issus de la Chambre des délégués (chambre des Indiens). 
Frederik de Klerk, le chef du parti national est le président par intérim de l'Afrique du Sud depuis la démission de Pieter Botha le 15 aout 1989. 
Seul candidat aux fonctions de chef de l’État, il est élu  à l'unanimité du collège électoral le 14 septembre 1989. 
L'inauguration de son mandat de 5 ans a lieu à Pretoria le 20 septembre 1989. 
Frederik de Klerk est le dernier Président blanc d'Afrique du Sud et le dernier élu en période d'apartheid. 